# Sibilla e profeta
Sibilla e profeta è un dipinto tempera su tela (58,4x51,1 cm) di Andrea Mantegna, databile al 1495-1500 circa e conservato nel Cincinnati Art Museum.

## Storia
L'opera fa parte di quella produzione di grisaglie che caratterizzò diverse opere del maestro mantovano negli ultimi anni dalla sua carriera, dal 1495 circa fino alla morte. Tali opere rivaleggiavano con la scultura ed erano molto apprezzate nell'ambiente ducale, anche per la scarsità di grandi scultori attivi a corte e la difficoltà di procurarsi il marmo, che doveva essere importato da territori vicini con un certo esborso economico. Probabilmente venne realizzata su commissione di Isabella d'Este per la decorazione dei suoi appartamenti.

## Descrizione e stile
Davanti a una sorta di portale su una stanza buia, del quale si intravedono gli stipiti, dibattono un profeta, con la lunga barba e un curioso abito esotico, e una sibilla, vestita di corona con una toga all'antica e uno svolazzante mantello. Essi reggono un rotolo di scritture, che sembra l'argomento della loro diatriba. Forse si tratta di un frammento di un'opera di dimensioni più grandi.
L'imitazione del finto bronzo dorato raggiunge qui un notevole vertice, con le figure principali che sembrano emergere grazie al poderoso chiaroscuro dei toni bruni e dorati. Il taglio netto delle pieghe dei panneggi rivela un confronto diretto con la scultura, che in quegli anni avveniva proprio per la presenza a Mantova dell'Antico. Tra i virtuosismi spiccano i riflessi brillanti dei cristalli di rocca sulla corona della sibilla.
Il capriccioso incresparsi dei panneggi nei manti riecheggia altre opere della fase tarda dell'artista, come la Madonna della Vittoria (1496) o l'Introduzione del culto di Cibele a Roma (1505-1506).